# Pakoštane
Pakoštane est un village et une municipalité située en Dalmatie, dans le comitat de Zadar, en Croatie. Au recensement de 2001, la municipalité comptait 3 884 habitants, dont 97,70 % de Croates et le village seul comptait 2 113 habitants.
Pakoštane est une localité touristique.

## Histoire
La forteresse de Vrána était le siège des templiers dans l'ancien royaume de Hongrie. Elle se trouvait à une vingtaine de kilomètres au sud-ouest de Zadar et fut détruite par les Vénitiens. Il y avait également un caravansérail à proximité, le Maškovića Han (hr) qui a fait l'objet d'un appel d'offres international pour sa restauration en décembre 2011.

## Localités
La municipalité de Pakoštane compte 4 localités :
- Drage
- Pakoštane
- Vrana, qui a donné son nom au lac de Vrana
- Vrgada